# River Cess (condado)
River Cess é um dos 15 condados da Libéria. Sua capital é a cidade de River Cess.

## Distritos
River Cess está dividido em 6 distritos (populações em 2008 entre parênteses):
- Beawor (3.685)
- Central Rivercess (8.101)
- Doedain (13.184)
- Fen River (10.387)
- Jo River (8.550)
- Norwein (12.217)
- Sam Gbalor (3.713)
- Zarflahn (6.025)